# Młyn w Tworkowie
Młyn w Tworkowie – zabytkowy młyn wodny w dorzeczu Odry wybudowany w 1914 r., znajdujący się w Tworkowie, w powiecie raciborskim, w województwie śląskim. Obiekt wpisany do gminnej ewidencji zabytków gminy Krzyżanowice.

## Historia miejsca
Młyny wodne w tej lokalizacji istniały od 1703 r. Początkowo był to drewniany młyn zasilany kołem wodnym, który na przestrzeni dziejów ulegał modernizacjom.

## Obecny młyn
W 1914 r. dawny drewniany młyn został zastąpiony młynem murowanym z cegły klinkierowej, zasilanym turbiną wodną. W 1927 r. zainstalowano w młynie silnik spalinowy. Moc przemiałowa młyna w tym okresie wynosiła ok. 1,5 t zboża na dobę. W okresie międzywojennym młyn był wyposażony także w: mlewnik walcowy, kamienie młyńskie, cylinder kurzowy, tryjer, odsiewacz cylindryczny oraz mieszarkę do mąki. W okresie II wojny światowej młyn był czynny. W 1948 r. zainstalowano silnik elektryczny. Obiekt pełnił funkcję młyna gospodarczego, pracował na potrzeby okolicznych mieszkańców. W latach 1991-1995 przeszedł modernizację. Jest czynny, a jego moc przemiałowa wynosi 3 t zboża na dobę. Jest udostępniany do zwiedzania jako atrakcja turystyczna. Zachowała się część dawnych urządzeń produkcyjnych, m.in. dawne koło wodne.

## Galeria

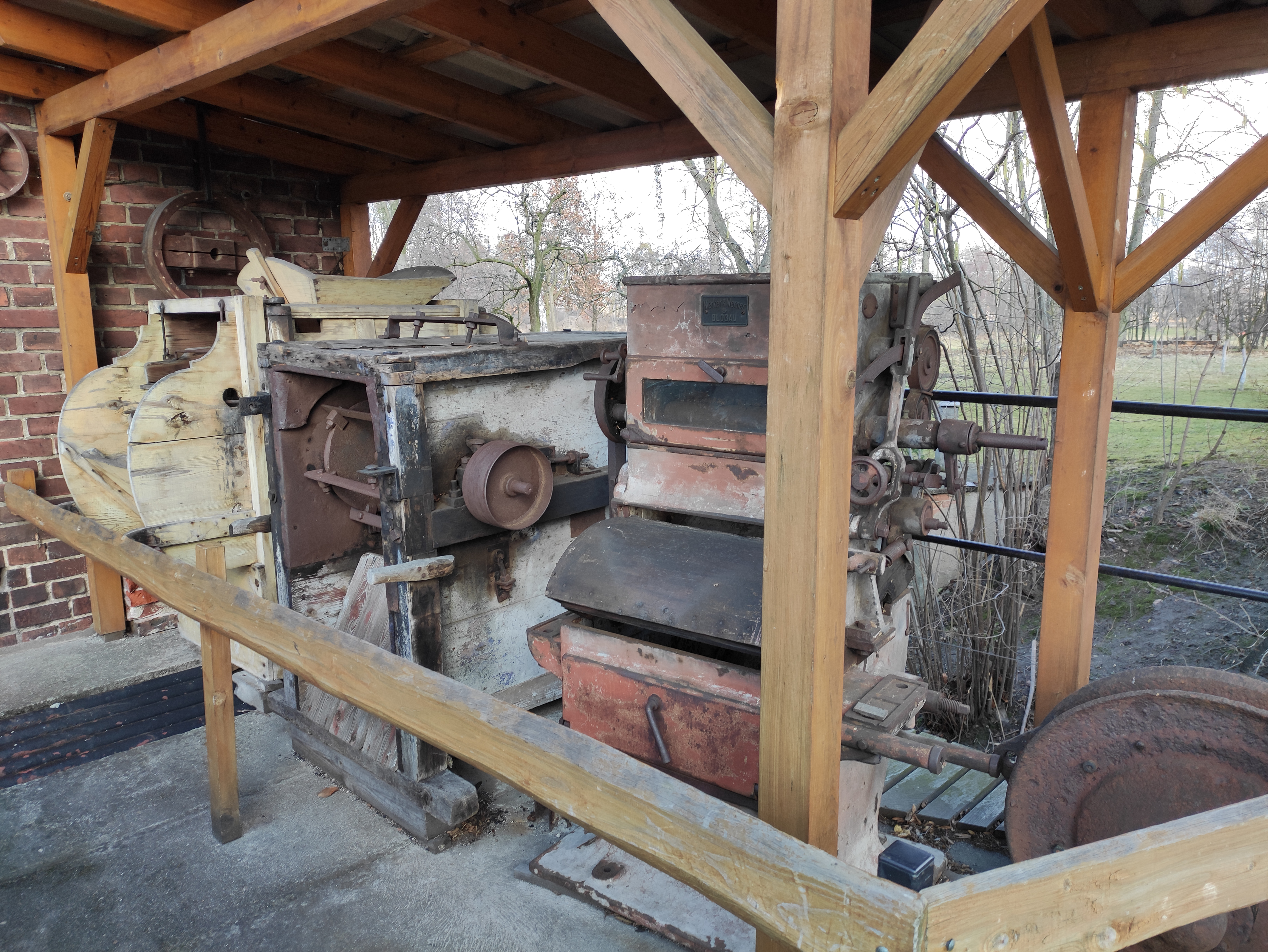
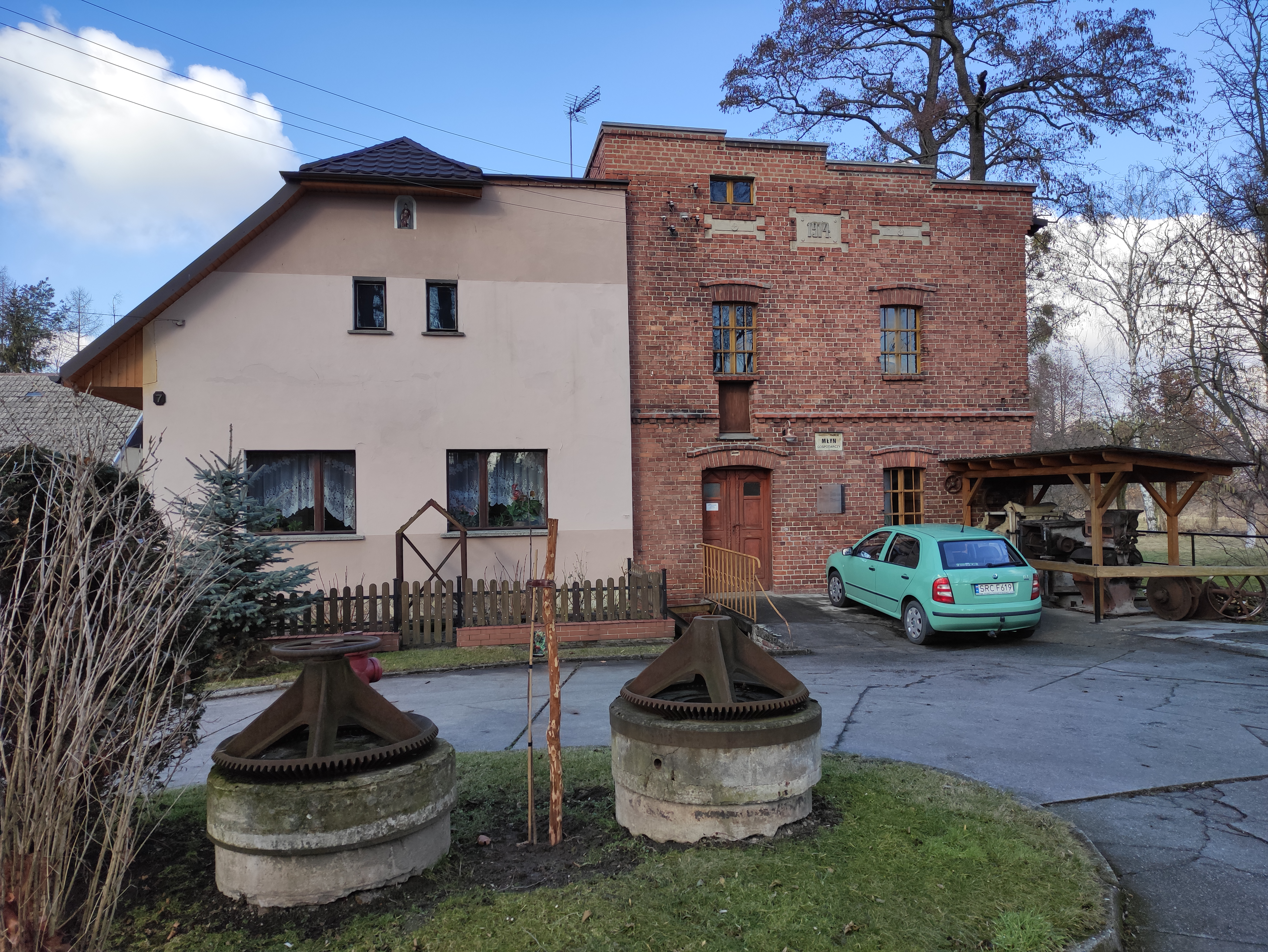
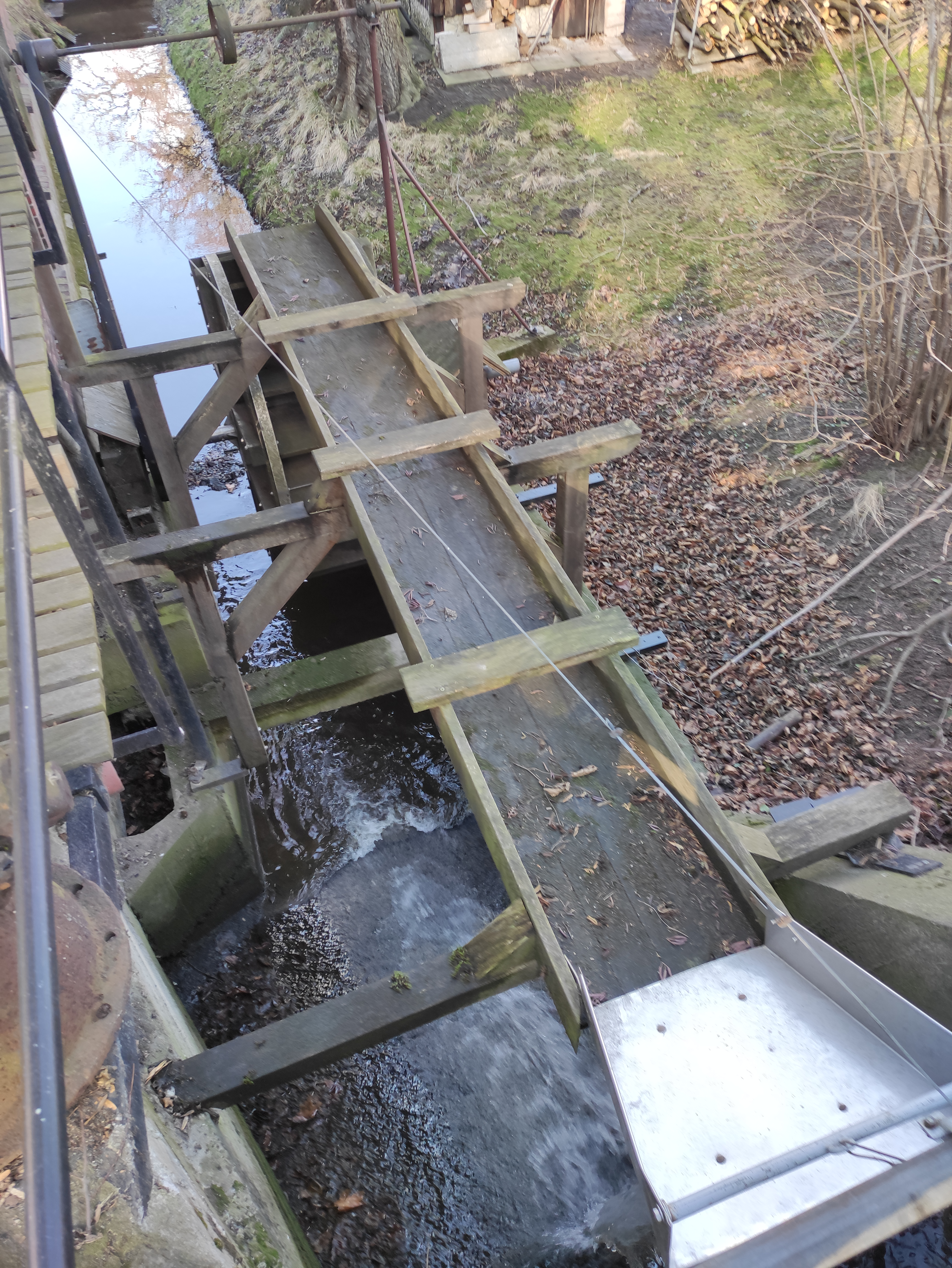
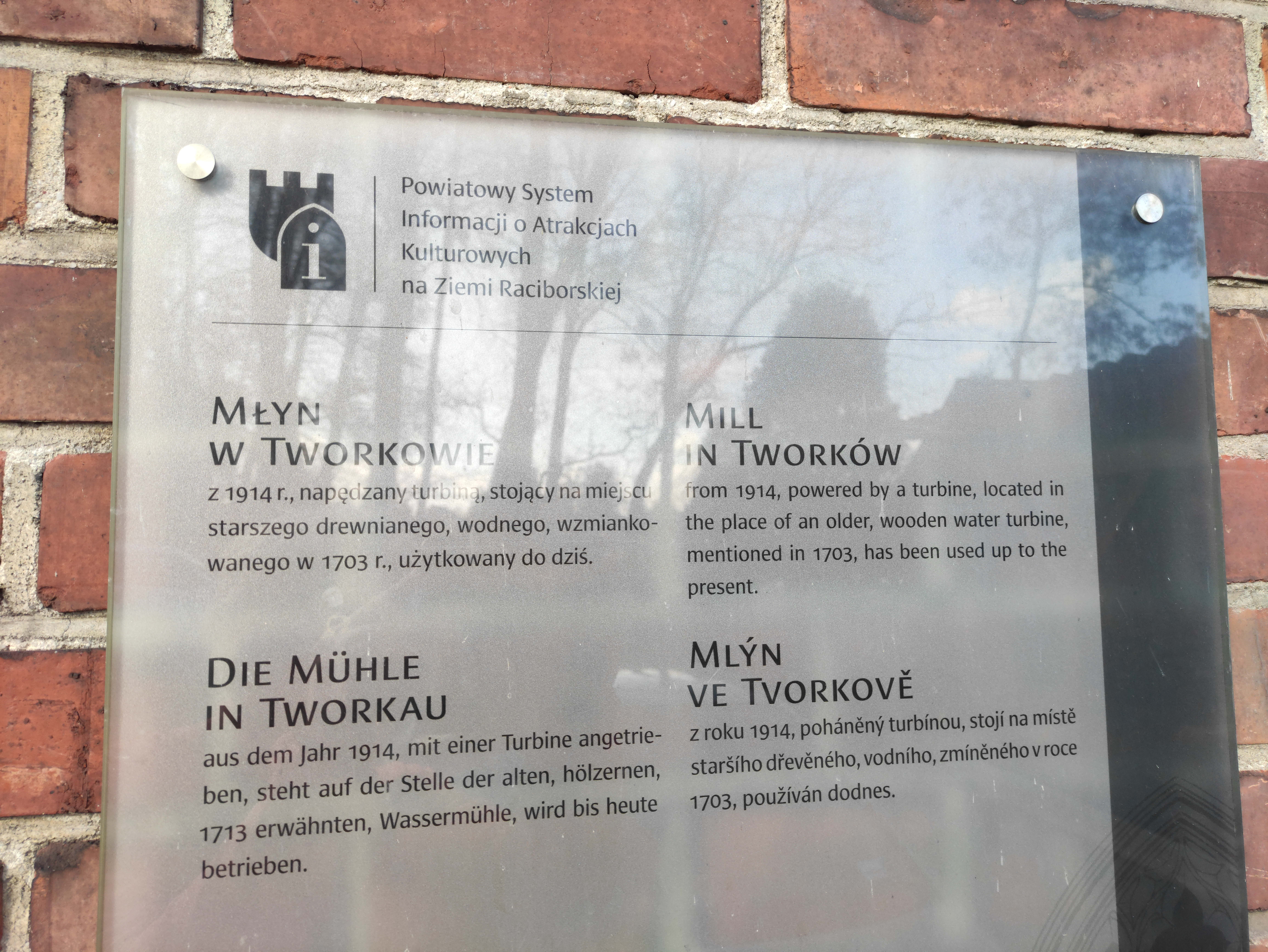